# Barton, Wisconsin
Barton là một thị trấn thuộc quận Washington, tiểu bang Wisconsin, Hoa Kỳ. Năm 2010, dân số của thị trấn này là 2.592 người.